# Гидромассаж

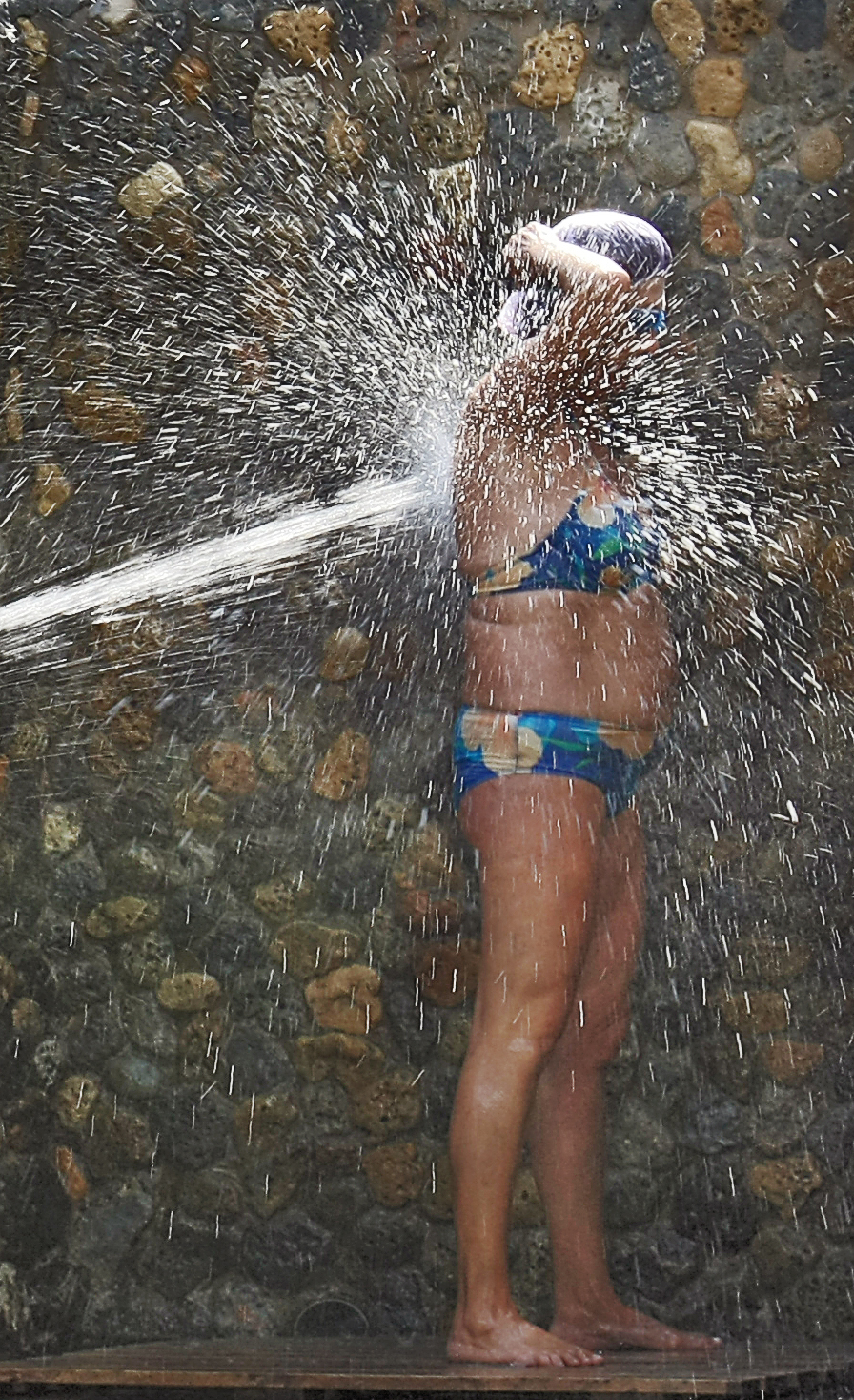
Душ Шарко — гидромассаж сильной струёй воды из шланга - на берегу лимана Мойнаки. Крым, Евпатория

Гидромассаж (англ. hydro-massage, whirlpool massage) — массаж, выполняемый водным потоком. В этой процедуре альтернативной медицины используется воздействие подаваемых под давлением струй воды на организм человека.
В настоящее время обычно подаётся смесь воды и воздуха. Гидромассажным оборудованием оснащаются бассейны и ванны, существуют также отдельные души, душевые панели и душевые гидромассажные кабины.
Смешанные между собой вода и воздух провоцируют образование микропузырьков. Специальные отверстия в профилактическом резервуаре, бассейне СПА или ванне, называются форсунки. Именно через них производится целенаправленное движение пузырьков. Подачу водно-воздушных струй можно регулировать по интенсивности и видоизменять форму потока за счет модификации форсунок. 
Гидромассаж популярен при лечении нарушений метаболизма, заболеваний опорно-двигательного аппарата, многих внутренних органов, патологий периферической нервной системы.

## История
В Древнем Риме и Древнем Египте были известны целебные свойства водных процедур. Принятие ванн считалось признаком достатка. Исследовательские труды Гиппократа свидетельствуют о том, что древнегреческий врач придавал большое значение гидротерапии как способу исцеления от серьёзных заболеваний. 
Шотландский писатель Тобайас Джордж Смоллетт впервые возвел пляжный отдых в ранг вида отдыха. Смоллетт активно изучал влияние водных процедур на организм человека и пришел к выводу, что наибольшее значение как раз имеет вода, подаваемая под давлением. Его исследования несли в себе прообраз современного гидромассажа.    
Католический священник из Германии по имени Себастьян Кнейпп поделился собственными секретами гидротерапии, написав книгу под названием «Мое водолечение». Врач из дореволюционной России Александр Никитин тщательно исследовал и описал результаты воздействия на организм ванн с водой различной температуры.
Первые гидромассажные ванны были созданы компанией «Джакузи» (Jacuzzi) в 1968 году. Кандидо Джакузи сначала изобрел образец подобного резервуара с целью облегчения участи своего сына, который страдал от артрита. Первая комплектация выглядела довольно примитивно: специальный насос погружался в ванну, а при подаче воздуха  через насос образовывались пузырьки. Такие ванны зарекомендовали себя как эффективное средство лечения и профилактики заболеваний опорно-двигательного аппарата. Их продавали в специализированных магазинах и аптеках. 
Спустя более десяти лет компания «Джакузи» представила на рынке полностью автономную конструкцию с замкнутой циркуляцией воды. На сегодняшний день фирма является лидером СПА-индустрии. Так, большинство людей под термином «джакузи» подразумевают любую гидромассажную ванну.

## Виды

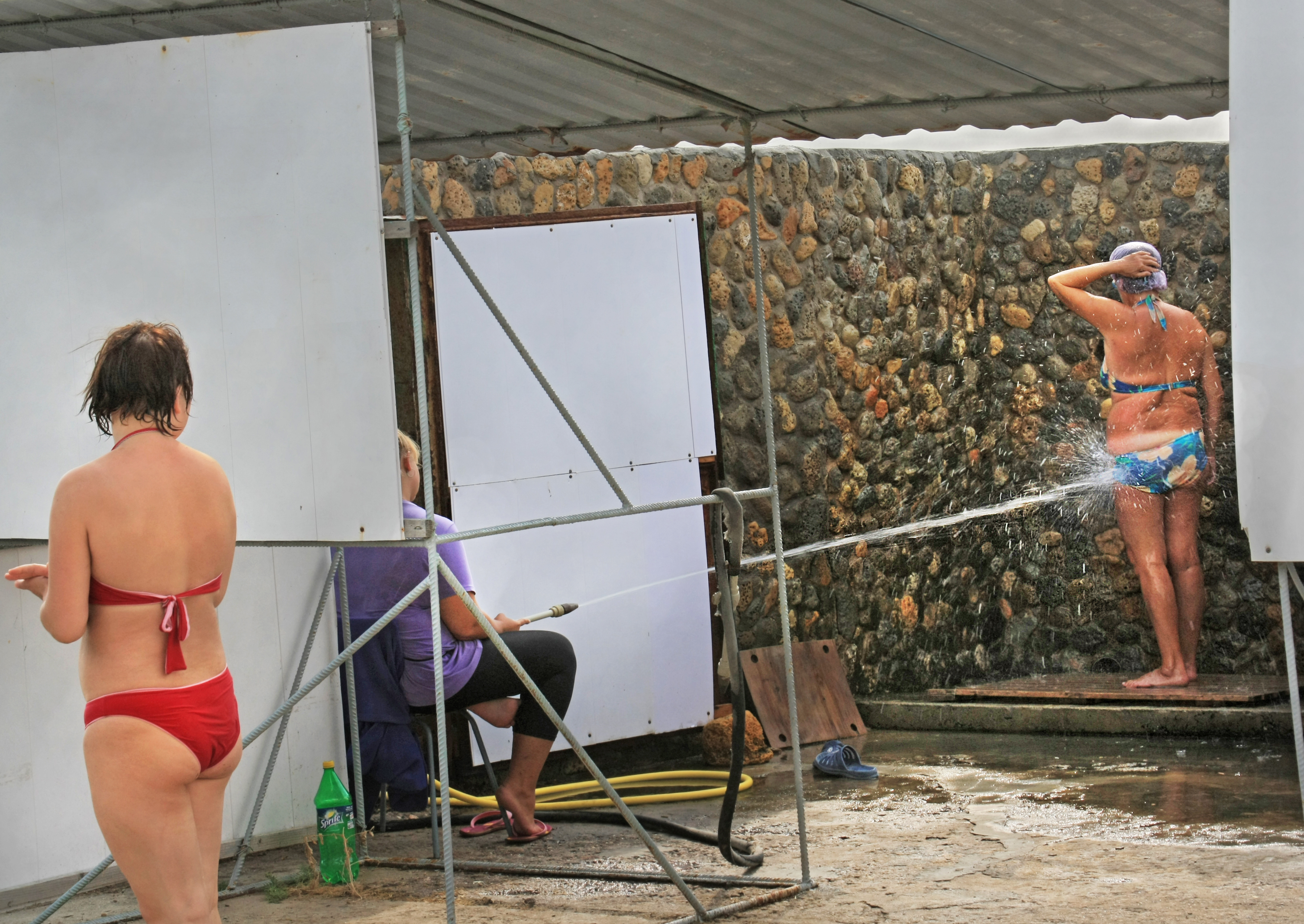
Душ Шарко —гидромассаж - сильной струёй воды из шланга

Струйный гидромассаж является самым широко распространенным и простым видом гидромассажа. Принцип действия прост — струя воды подается под давлением. Более усложненными вариациями являются вихревой и вибрационный гидромассажи. Вибрационные ванны особенно актуальны для укрепления мышц всех зон тела (рук, ног, спины, брюшного пресса).

## Терапевтическая польза
Когда человек погружен в гидромассажный бассейн, его тело находится в условиях, приближенных к невесомости. Максимальному расслаблению мышц способствует и поддерживаемая комфортная температура воды. Сочетание релаксации и гидромассажа помогает достичь значительного терапевтического эффекта. Это особенно важно при наличии ярко выраженного болевого синдрома. Вибрирующая массажная струя глубоко и безболезненно воздействует на расслабленную в воде мускулатуру и производит механическое, термическое и, при использовании морской и минеральной воды, химическое влияние.
Гидромассаж рекомендуется при следующих функциональных расстройствах и заболеваниях: 
- нарушение иммунного статуса человека;
- травмы и заболевания опорно-двигательного аппарата;
- нарушения сна;
- стрессы, депрессии, астенический синдром;
- венозная недостаточность, в том числе и варикозное расширение вен;
- нарушение кровообращения;
- синдром хронической усталости;
- заболевания ЖКТ;
- нарушения деятельности периферической нервной системы;
- вегетасосудистая дистония;
- нарушение обмена веществ (ожирение, целлюлит);
- половые расстройства;
- автономия у пациентов с рассеянным склерозом[3][4].